# عبدالله کوپایی
عبدالله کوپایی (زادهٔ ۱۳۲۵) سیاستمدار اهل ایران است، که هم‌اکنون بعنوان مدیر مسئول ماهنامه دانش‌نما (نشریه تخصصی سازمان نظام مهندسی ساختمان استان اصفهان) فعالیت می‌کند.
کوپایی دانش‌آموخته کارشناسی ارشد عمران از دانشگاه تهران است. وی در سال ۱۳۶۱ برای کمتر از یک سال استاندار اصفهان بود، از ۱۳۶۲ تا ۱۳۶۶ بعنوان استاندار خراسان فعالیت می‌کرد، در فاصله سالهای ۱۳۷۳ تا ۱۳۷۵ استاندار چهارمحال و بختیاری بود و از ۱۳۷۵ تا ۱۳۷۶ نیز برای دومین بار استانداری خراسان را برعهده داشت.

## زندگی‌نامه
عبدالله کوپایی در سال ۱۳۲۵در اصفهان زاده شد. وی از فعالان ملّی مذهبی اصفهان بود و از اولین استانداران پس از انقلاب اسلامی می‌باشد.

## تحصیلات
وی پس از پایان تحصیلات متوسطه در دبیرستان سعدی،در دانشکده فنی دانشگاه تهران به تحصیل پرداخت و موفق به اخذ مدرک کارشناسی ارشد مهندسی عمران شد.

## سوابق
- استاندار اصفهان
- استاندار خراسان
- استاندار چهارمحال و بختیاری
- رئیس سازمان نظام مهندسی استان اصفهان[۵]
- نماینده دوره نخست شورای شهر اصفهان[۶][۷]
- مدیرمسؤول دانش نما - نشریهٔ فنی تخصصی سازمان نظام مهندسی ساختمان استان اصفهان[۵]